# Nélson Alexandre Farpelha Estrela
Nélson Alexandre Farpelha Estrela (sinh ngày 29 tháng 4 năm 1988 ở Ponta Delgada, Azores), hay Minhoca, là một cầu thủ bóng đá người Bồ Đào Nha thi đấu cho C.D. Santa Clara ở vị trí tiền vệ tấn công.